# Labiobarbus
Labiobarbus – rodzaj słodkowodnych ryb z rodziny karpiowatych (Cyprinidae).

## Występowanie
Płd.wsch. Azja 

## Klasyfikacja
Gatunki zaliczane do tego rodzaju:
- Labiobarbus fasciatus
- Labiobarbus festivus
- Labiobarbus lamellifer
- Labiobarbus leptocheilus
- Labiobarbus lineatus
- Labiobarbus ocellatus
- Labiobarbus sabanus
- Labiobarbus siamensis
- Labiobarbus spilopleura

Gatunkiem typowym jest Dangila leptocheila (L. leptocheilus).

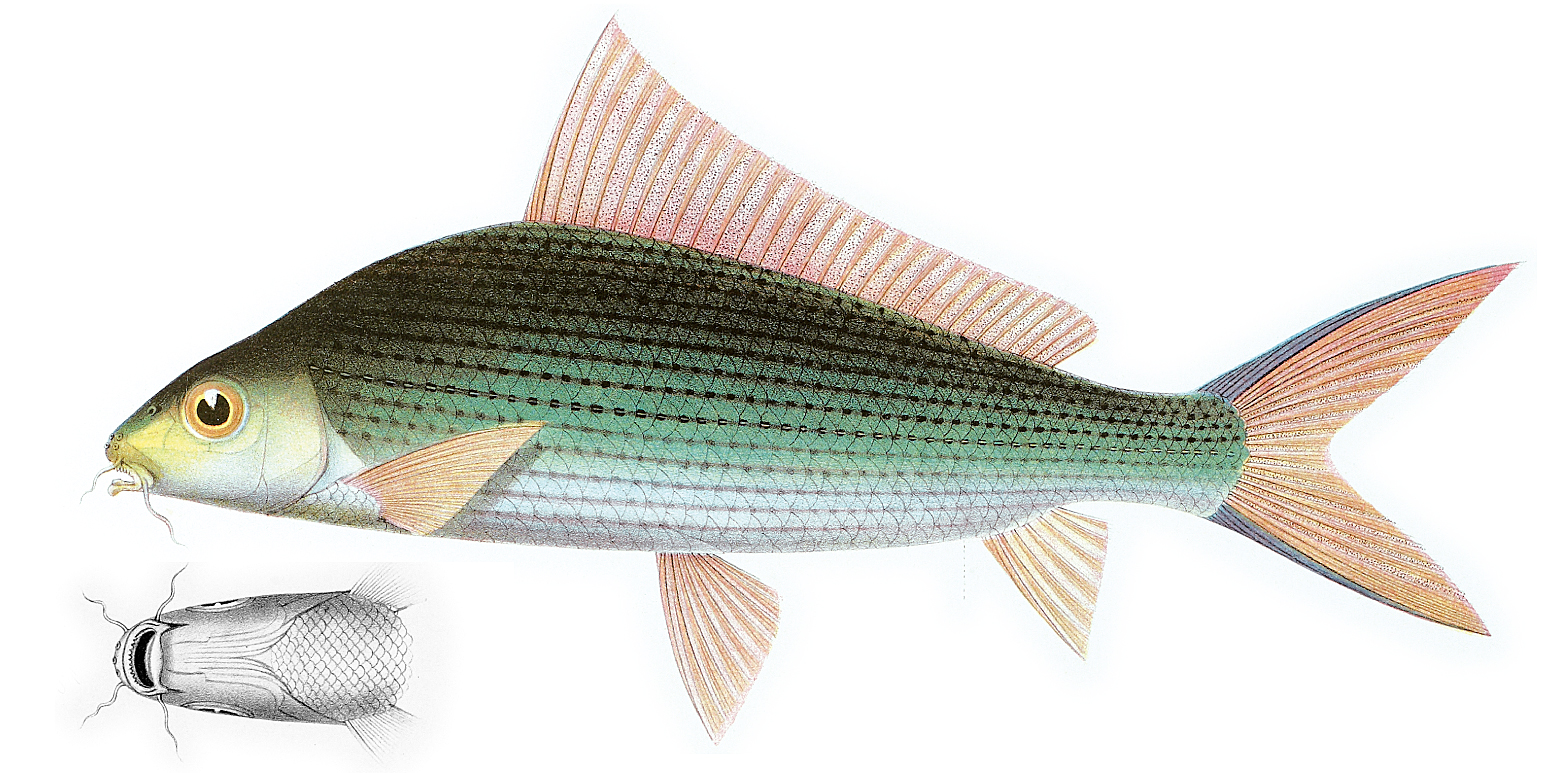
Labiobarbus fasciatus
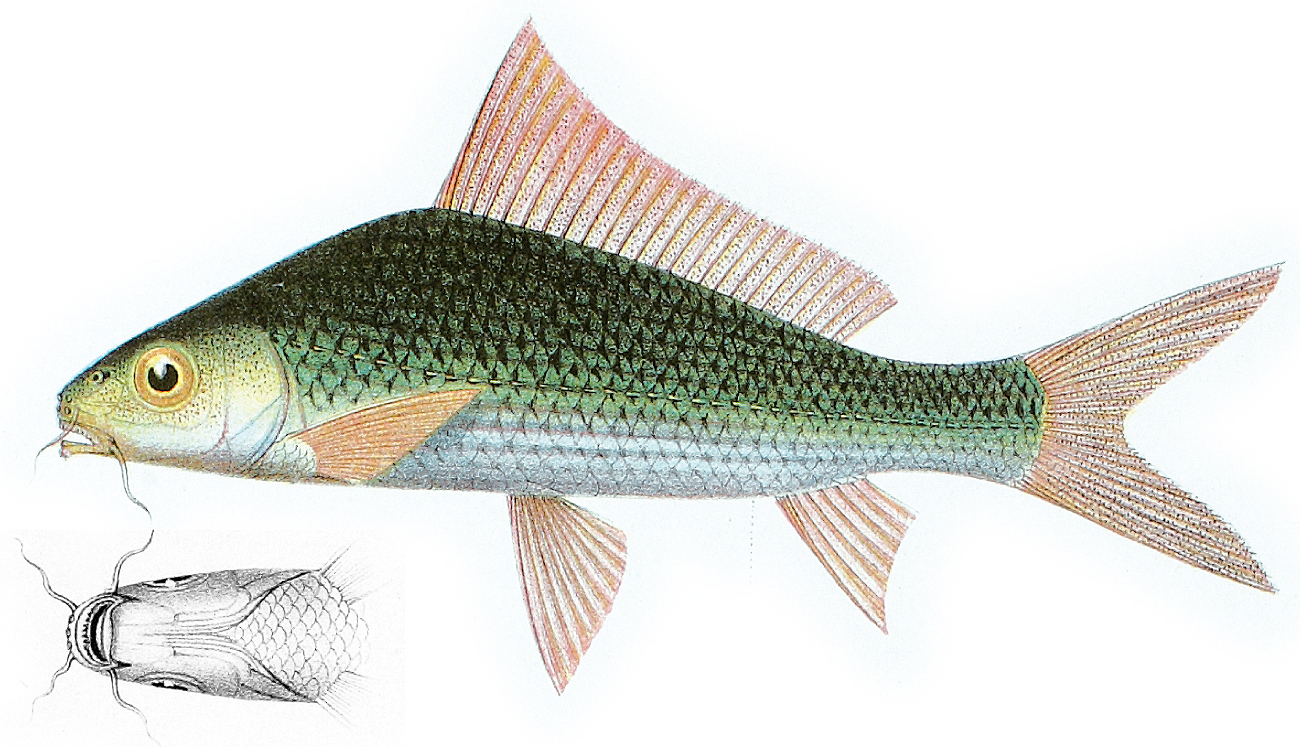
Labiobarbus leptocheilus
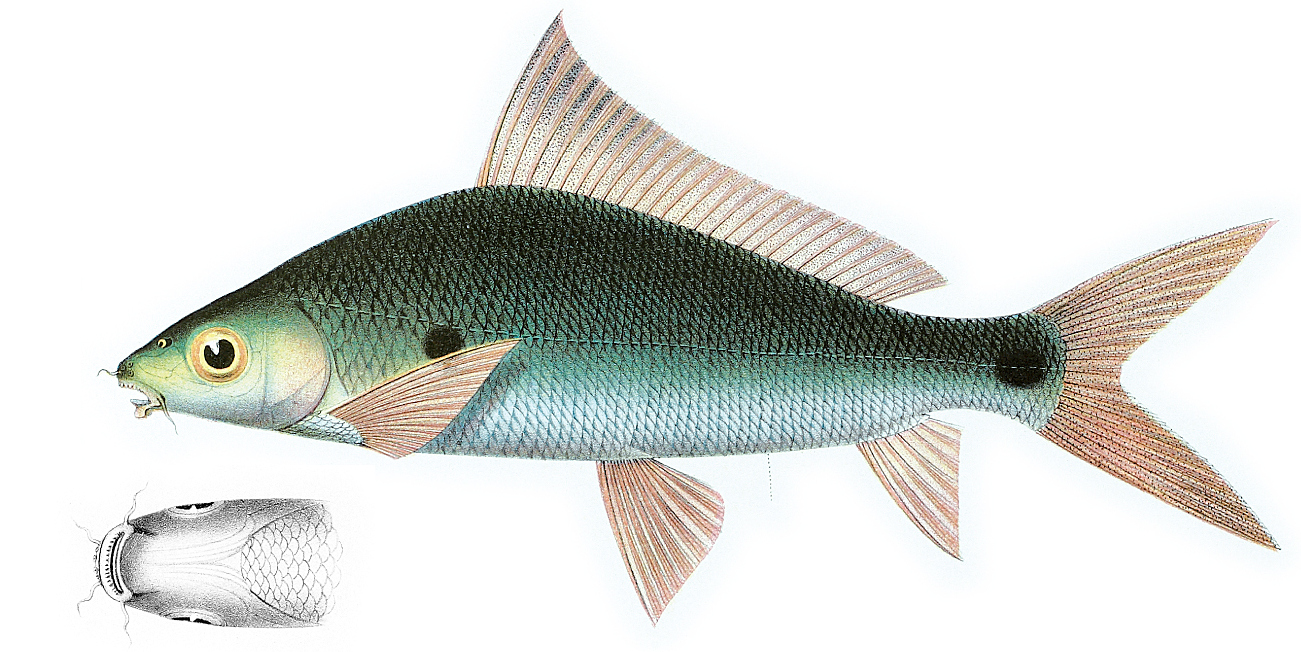
Labiobarbus ocellatus